# شارون ماغيري
شارون ماغيري (بالإنجليزية: Sharon Maguire)‏ (و. 1960  م) هي كاتبة سيناريو، ومخرجة أفلام من المملكة المتحدة، وويلز، ولدت في آبريستويث.

## التعليم
تعلمت في جامعة أبيريستويث، وجامعة ويلز، وسيتي يونفيرسيتي لندن.

## وصلات خارجية
- شارون ماغيري على موقع IMDb (الإنجليزية)
- شارون ماغيري على موقع ألو سيني (الفرنسية)
- شارون ماغيري على موقع ميوزك برينز (الإنجليزية)
- شارون ماغيري على موقع أول موفي (الإنجليزية)
- شارون ماغيري على موقع بوكس أوفيس موجو (الإنجليزية)
- شارون ماغيري على موقع قاعدة بيانات الأفلام السويدية (السويدية)
- شارون ماغيري على موقع ديسكوغز (الإنجليزية)
- شارون ماغيري على موقع قاعدة بيانات الفيلم (الإنجليزية)
- شارون ماغيري على موقع كينوبويسك (الروسية)